# Spionen (film fra 1909)
|  | For andre betydninger, se Spionen |
|  | Filmen for formentlig identisk med filmen med titlen Spionen fra Tokio |
Spionen er en dansk stumfilm fra 1909 produceret af Nordisk Films Kompagni og instrueret af Viggo Larsen efter manuskript af Arnold Richard Nielsen.
Filmen havde premiere i Biograf-Theatret den 7. september 1909. Filmen blev i tysktalende lande distribueret som Der Spion og i engelsktalende lande som The Spy - A Store from the Russian Japanese war

## Handling
En amerikansk spion tager forklædt som en kinesisk kuli en række fotos af den japanske stærkt befæstede flådehavn i Sasebo i håbet om at sælge fotografierne til Rusland. Han opdages af vagter, men det lykkes at slippe væk. I næste scene er spionen i Ruslands hovedstad Sankt Petersborg, hvor han er inviteret til en stor reception hos en russisk general. I receptionen deltager flere officerer og diplomater, også fra Japan.  Den japanske officer Hiroso er forelsket i den russiske generals datter, Vera, som han taler med ved receptionen, da han får overbragt et telegram, der fortæller, at spionen er i Europa, og at Hiroso skal forsøge at skaffe negativerne. Hiroso overhører i skjul en samtale mellem generalen om spionen, hvor spionen forsøger at sælge negativerne til generalen. Generalen vil dog ikke betale før han ser billederne fremkaldt, og det aftales, at de vil fremkalde billederne næste aften i husets mørkekammer. Hiroso følger efter spionen, der skyder mod Hiroso, der bliver let såret. 
Dagen efter har Hiroso et hemmeligt stævnemøde med Vera i generalens hus. De hører skridt, og Vera genner Hiroso væk i et rum, hvorfra Hiroso kan følge fremkaldelsen af billederne fra spionens negativer. Det lykkes Hiroso at få fat på negativerne, hvorefter han forsvinder ud af et vindue.  Næste dag møder han Vera, der er vred over, at han blot har brugt Vera til at skaffe sig adgang til huset for at stjæle billederne. Hiroso forsøger forgæves at fortælle sine sande følelser for Vera. Vera melder sig som sygeplejerske til hæresn, hvor hun plejer de sårede. På et hospital møder hun Hiroso, der er dødeligt såret. Hun indser, at han må sætte sin kærlighed til sit land over kærligheden til en kvinde, og han dør i hendes arme.